# Jan Vermaat

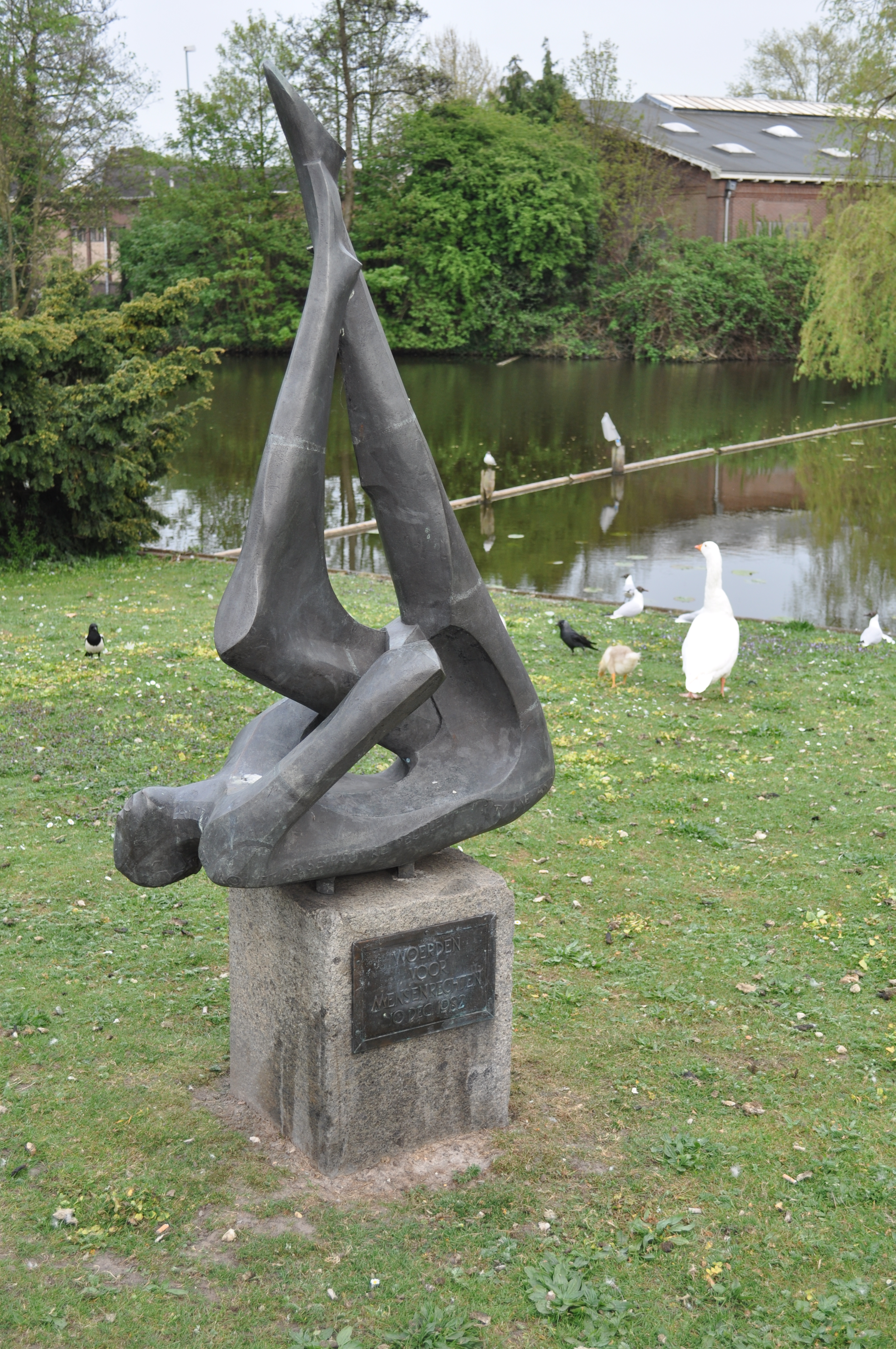
Voor de mensenrechten

Jan Jacob Vermaat (Naaldwijk, 21 mei 1939 – Woerden, 7 november 2022) was een Nederlands kunstenaar.

## Biografie
Vermaat werd geboren in Naaldwijk, als achtste en laatste kind van een kleermaker. Zijn vader vindt werk bij het kledingdepot van Defensie, dat in het Kasteel van Woerden is gevestigd. Als hij drie maanden oud is gaat het gezin op de Kruittorenweg 10 in Woerden wonen. Aanvankelijk gaat hij naar de Wilhelminaschool, en later naar de Emmaschool. Vooral op de Emmaschool krijgt hij de ruimte om zijn gevoel voor kunst te uiten. Vermaat kan na de lagere school een avondstudie aan de Academie voor Beeldende Kunst in Utrecht volgen, een opleidingsinstituut die in die tijd Artibus genoemd werd. Tijdens zijn studie werkt hij voor de Universiteit Utrecht, waar hij technische tekeningen van archeologische historie maakt. 
In 1964 vertrekt hij voor onbepaalde tijd naar Toronto, Canada. Een van zijn oudere zussen woont daar al een tijd. Vermaat gaat werken voor een bedrijf dat kleding ontwerpt, maar krijgt ook een opdracht voor het ontwerp van de nieuwe Canadese vlag. Vermaat verandert iets aan het steeltje van The Maple Leaf, dat ook in het uiteindelijke ontwerp wordt overgenomen. Later werkt hij voor het Royal Ontario Museum als inrichter, en in zijn vrije tijd leert hij glas in lood-technieken.
In 1966 komt hij terug naar Woerden, en krijgt hij van de gemeente een atelier. In 1969 leert hij zijn toekomstige echtgenote Tonny Rasing kennen, en ze gaan aan de Rijnkade 38-I wonen. Hier krijgen ze drie kinderen, twee zonen en een dochter. In de periode 1972-1985 werkt Vermaat als creatief therapeut in het Algemeen Ziekenhuis aan de Meeuwenlaan in Woerden.
In 1988 krijgt Vermaat een beurs van het Boellaardfonds, om in Portugal een cursus beeldhouwen te gaan volgen. Het beeld dat hij daar maakt, werd op het Internationaal Beeldhouwer Symposium in Lissabon tentoongesteld. Het bleek de eerste van een reeks internationale tentoonstellingen.
In 1997 organiseert de Woerdense Rotary een internationaal beeldhouwerssymposium. Tien Europese beeldhouwers werken daar aan een serie beelden, die op de Van Kempensingel in Woerden staan. Vermaat doet buiten mededingen mee aan dit symposium, en het beeld dat hij maakt, Permanent wave, staat bij verpleeghuis Weddesteyn in Woerden.
Het bekendste werk van Vermaat is Voor de mensenrechten, dat op de Oostdam in Woerden voor het kasteel staat.
Vermaat overleed op 83-jarige leeftijd.

## Kunst in de (openbare ruimte)
- Symphonie in Goud (1968, Woerden, stadhuis op de Westdam)
- Pik, olie of dik (1980, Harmelen)
- Woerden voor mensenrechten (1982, Woerden)
- Schrijvend meisje (1986, Woerden)
- De Jager (1987, Woerden)
- Man met baby (1989, Bodegraven)
- Sportlust ’46 (1979, Woerden)
- De Golf (1992, Woerden)
- Lezende vrouw (1992, Woerden)
- Tennisspelers, Tennisclub Woerden (ca 1996, Woerden)
- Permanent wave (1997, Woerden)
- Plaquette Herman de Man (1998, Rijnstraat 24, Woerden)
- Wachter (1999, privétuin Van der Valk Boumanlaan, Woerden)
- Wervel (1999, Woerden)
- Het bronzen ei (2000, Driebergen-Rijsenburg)
- Havenzathe (2007, Woerden)
- Innovation (2010, Woerden)
- Aad Zwart (buste, jaar onbekend, Stadsmuseum Woerden)
- De patiënt (jaar onbekend, Woerden)

- Gemeinsame Normdatei: 1055082581
- ORCID: 0000-0003-4250-6790
- ResearcherID: I-5856-2012
- RKD-Nederlands Instituut voor Kunstgeschiedenis: 80466
- Virtual International Authority File: 309665070
- WorldCat: E39PBJyGYdGHwCdRtFjygjxv73